# Девід Сайм
Девід Сайм (англ. David Syme; 15 червня 1944 — 27 жовтня 2020) — шотландський футбольний арбітр. Арбітр ФІФА у 1984—1991 роках.

## Кар'єра
Був арбітром вищого дивізіону чемпіонату Шотландії. У 1980-х він був одним з найкращих арбітрів Шотландії і обслуговував фінал Кубка Шотландії 1983 року та фінал Кубка шотландської ліги 1987 року.
1984 році отримав статус арбітра ФІФА і отримав право обслуговувати матчі збірних та єврокубки. 
У 1985 році був одним з арбітрів молодіжного чемпіонату в СРСР, де відсудив дві гри, в тому числі і фінал.
Працював головним арбітром на матчах європейської кваліфікації до чемпіонатів світу 1986 року у Мексиці та 1990 року в Італії, а також у відборі на чемпіонат Європи 1992 року.
Завершив кар'єру у 1991 році.